# Liste der Biografien/Borg
Liste der Biografien |
Portal Biografien |
Personensuche
# |
A |
B |
C |
D |
E |
F |
G |
H |
I |
J |
K |
L |
M |
N |
O |
P |
Q |
R |
S |
T |
U |
V |
W |
X |
Y |
Z |
?
 
Ba |
Be |
Bd |
Bg |
Bh |
Bi |
Bj |
Bl |
Bm |
Bn |
Bo |
Br |
Bs |
Bu |
Bw |
By |
Bz
 
Boa–Boc |
Bod |
Boe |
Bof |
Bog |
Boh |
Boi–Bok |
Bol |
Bom |
Bon |
Boo |
Bop |
Boq |
Bor |
Bos |
Bot |
Bou |
Bov–Boz
 
Bora |
Borb |
Borc |
Bord |
Bore |
Borg |
Borh |
Bori |
Borj |
Bork |
Borl |
Borm |
Born |
Boro |
Borq |
Borr |
Bors |
Bort |
Boru |
Borv |
Borw |
Bory |
Borz
Die Liste der Biografien führt alle Personen auf, die in der deutschsprachigen Wikipedia einen Artikel haben. Dieses ist eine Teilliste mit 327 Einträgen von Personen, deren Namen mit den Buchstaben „Borg“ beginnt.

## Borg
- Borg Barthet, Anthony (* 1947), maltesischer Jurist und Richter am Europäischen Gerichtshof
- Borg Høiby, Marius (* 1997), ältester Sohn der Kronprinzessin von Norwegen
- Borg Olivier, Ġorġ (1911–1980), maltesischer Premierminister
- Borg, Åke (1901–1973), schwedischer Schwimmer
- Borg, Alex (* 1969), maltesischer Snookerspieler
- Borg, Anders (* 1968), schwedischer Politiker, Mitglied des Riksdag
- Borg, Andy (* 1960), österreichischer SchlagersängerAndy Borg (* 1960)

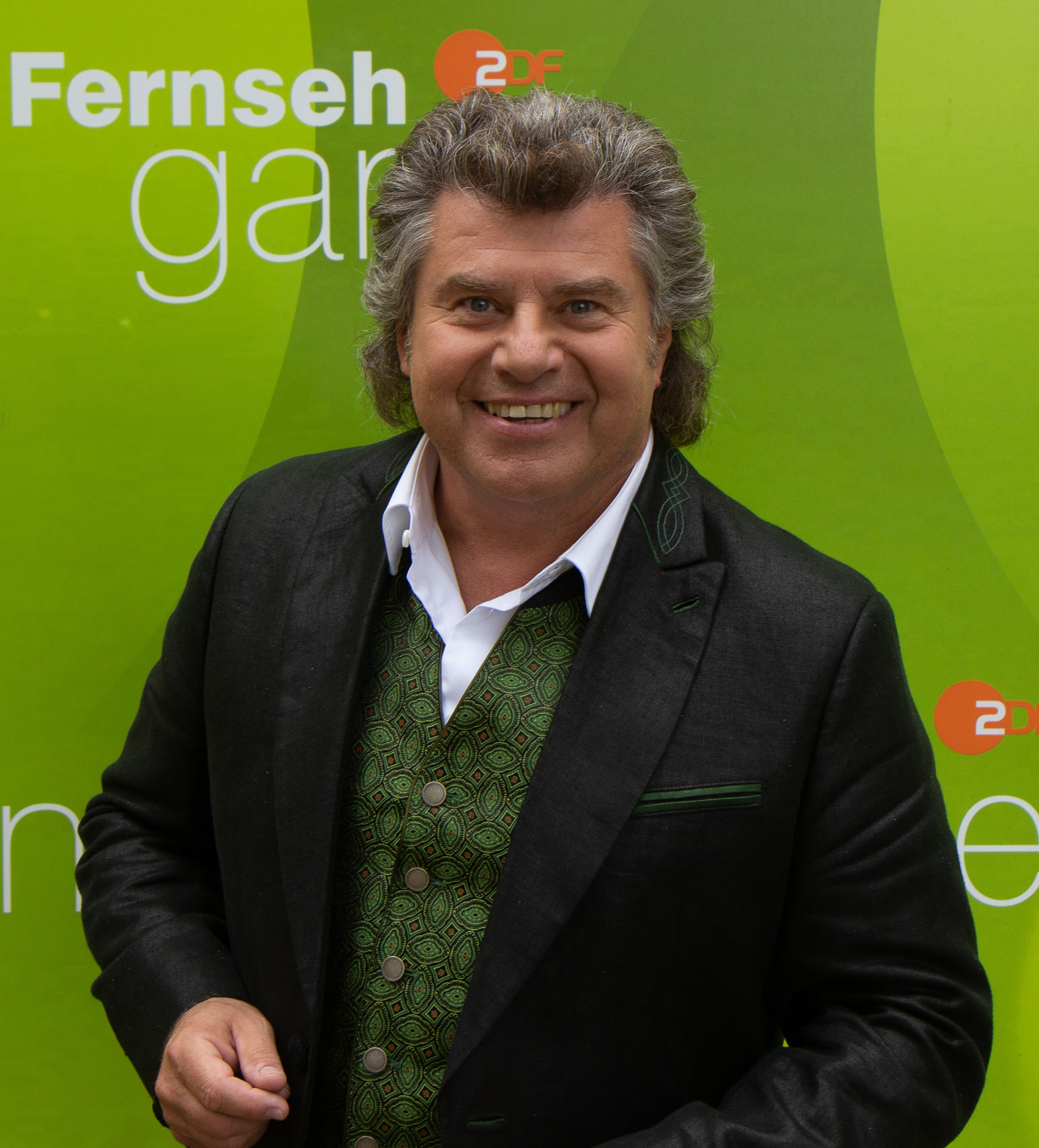
Andy Borg (* 1960)

- Borg, Anita (1949–2003), US-amerikanische Informatikerin und Frauenrechtlerin
- Borg, Anna (* 1971), schwedische Managerin
- Borg, Arne (1901–1987), schwedischer Schwimmer
- Borg, Barbara (* 1960), deutsche Klassische Archäologin
- Borg, Benny (* 1945), schwedischer Sänger
- Borg, Björn (1919–2009), schwedischer Schwimmer
- Borg, Björn (* 1956), schwedischer Tennisspieler
- Borg, Brenda (* 1997), maltesische Fußballspielerin
- Borg, Brita (1926–2010), schwedische Sängerin und Schauspielerin
- Borg, Brooke (* 1992), maltesische Popsängerin und Songwriterin
- Borg, Camilla Lindholm (* 1974), schwedische Triathletin
- Borg, Carl Friedrich von der (1794–1848), deutsch-estnischer Dichter, Herausgeber und Übersetzer russischer Literatur
- Borg, Carl Oscar (1879–1947), schwedisch-amerikanischer Maler, Kunstpädagoge und Grafiker
- Borg, Christabelle (* 1992), maltesische Sängerin und Songwriterin
- Borg, Diane (* 1990), maltesische Sprinterin
- Borg, Dominique (1945–2022), französische Kostümbildnerin und Schauspielerin
- Borg, Elsi (1893–1958), finnische Architektin, Grafikerin und Designerin
- Borg, Flula (* 1982), deutscher Webvideoproduzent, Schauspieler und DJFlula Borg (* 1982)

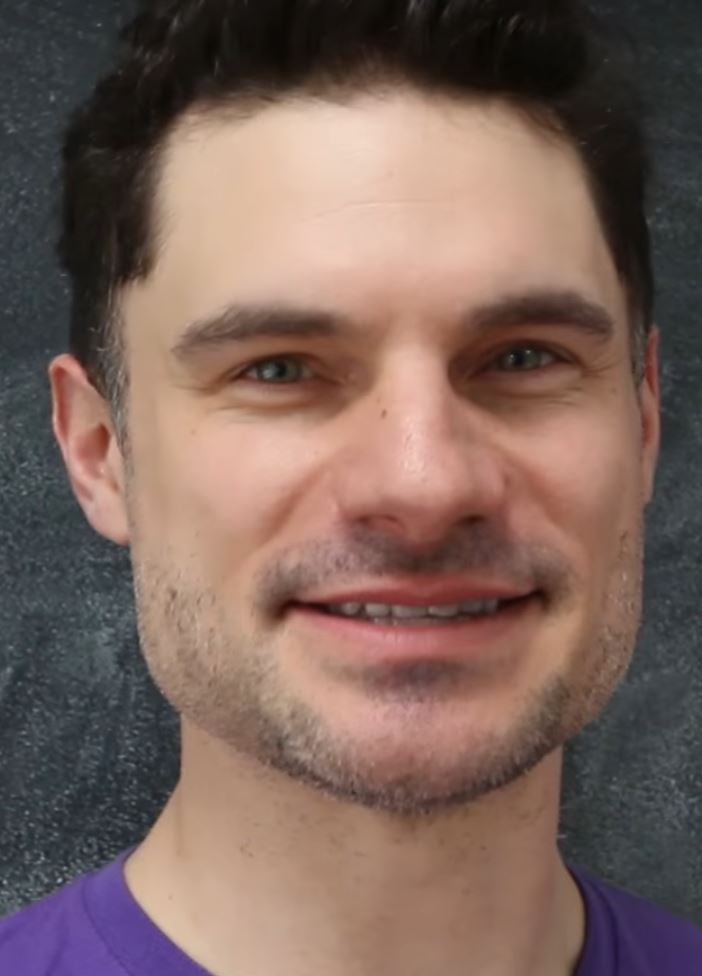
Flula Borg (* 1982)

- Borg, Freddy (* 1983), schwedischer Fußballspieler
- Borg, Gerard James, maltesischer Popmusik-Textdichter
- Borg, Göran (1913–1997), schwedischer Mathematiker
- Borg, Gregor (* 1957), deutscher Petrologe
- Borg, Gunnar (1927–2020), schwedischer Physiologe, Psychologe, Hochschullehrer und Forscher
- Borg, Hasse (* 1953), schwedischer Fußballspieler
- Borg, Ian (* 1986), maltesischer Politiker
- Borg, Jákup á (* 1979), dänischer Fußballspieler und -trainer
- Borg, John (1873–1945), maltesischer Botaniker
- Borg, John (* 1980), englischer Fußballspieler
- Borġ, Joseph (* 1952), maltesischer Jurist, Politiker und EU-Kommissar
- Borg, Karoline (* 1990), US-amerikanisch-norwegische Handballspielerin
- Borg, Kim (1919–2000), finnischer Opernsänger (Bass), Komponist und Gesangspädagoge
- Borg, Leo (* 2003), schwedischer Tennisspieler
- Borg, Lylou (* 2005), französische Handballspielerin
- Borg, Margit (* 1969), schwedische Badmintonspielerin
- Borg, Mathias (* 1991), schwedischer Badmintonspieler
- Borg, Omar (* 1980), maltesischer Fußballspieler
- Borg, Oscar (1851–1930), norwegischer Komponist, Dirigent, Organist und Flötist
- Borg, Pär Aron (1776–1839), schwedischer Pädagoge, Pionier der Blinden- und Gehörlosenpädagogik
- Borg, Peter (* 1980), grönländischer Politiker (Demokraatit)
- Borg, Richard (* 1948), US-amerikanischer Spieleautor
- Borg, Richard Lucien (1957–2013), deutscher Geschäftsmann, Kommunalpolitiker und Vorsitzender der Synagogengemeinde Saar
- Borg, Robert (1913–2005), US-amerikanischer Dressurreiter
- Borg, Sheila (* 1941), österreichische Sängerin
- Borg, Stefan (* 1954), schwedischer Übersetzer und Verleger
- Borg, Tawfik (* 1933), ägyptischer Arabist
- Borg, Tobias (* 1993), schwedischer Basketballspieler
- Borg, Tonio (* 1957), maltesischer Politiker
- Borg, Veda Ann (1915–1973), US-amerikanische Schauspielerin
- Borg-Korfanty, Myriam (* 1978), französische Handballspielerin
- Borg-Laufs, Michael (* 1962), deutscher Psychotherapeut und Wissenschaftler

### Borga
- Borga, Giuseppe Maria (* 1935), italienischer Diplomat
- Borga, Rebecca (* 1998), italienische Sprinterin
- Borgan, Fritz (* 1956), österreichischer Fußballspieler
- Borgani, Francesco († 1624), italienischer Maler, Architekt und Baumeister
- Borgards, Roland (* 1968), deutscher Literaturwissenschaftler
- Borgas, Stefan (* 1964), deutscher Manager
- Borgatello, Christian (* 1982), italienischer Eishockeyspieler
- Borgato, Luigi (* 1963), italienischer Klavierbauer
- Borgatti, José (1891–1973), argentinischer Geistlicher

### Borgb
- Borgbjerg, Frederik (1866–1936), dänischer Journalist und Politiker, Mitglied des Folketing

### Borge
- Borge Lie, Thomas (* 1985), norwegischer Freestyle-Skisportler
- Børge, Christine Albeck (* 1974), dänische Schauspielerin
- Borge, Sigrid (* 1995), norwegische Speerwerferin
- Borge, Tomás (1930–2012), nicaraguanischer Politiker und Schriftsteller
- Borge, Victor (1909–2000), dänisch-amerikanischer Pianist und KomödiantVictor Borge (1909–2000)

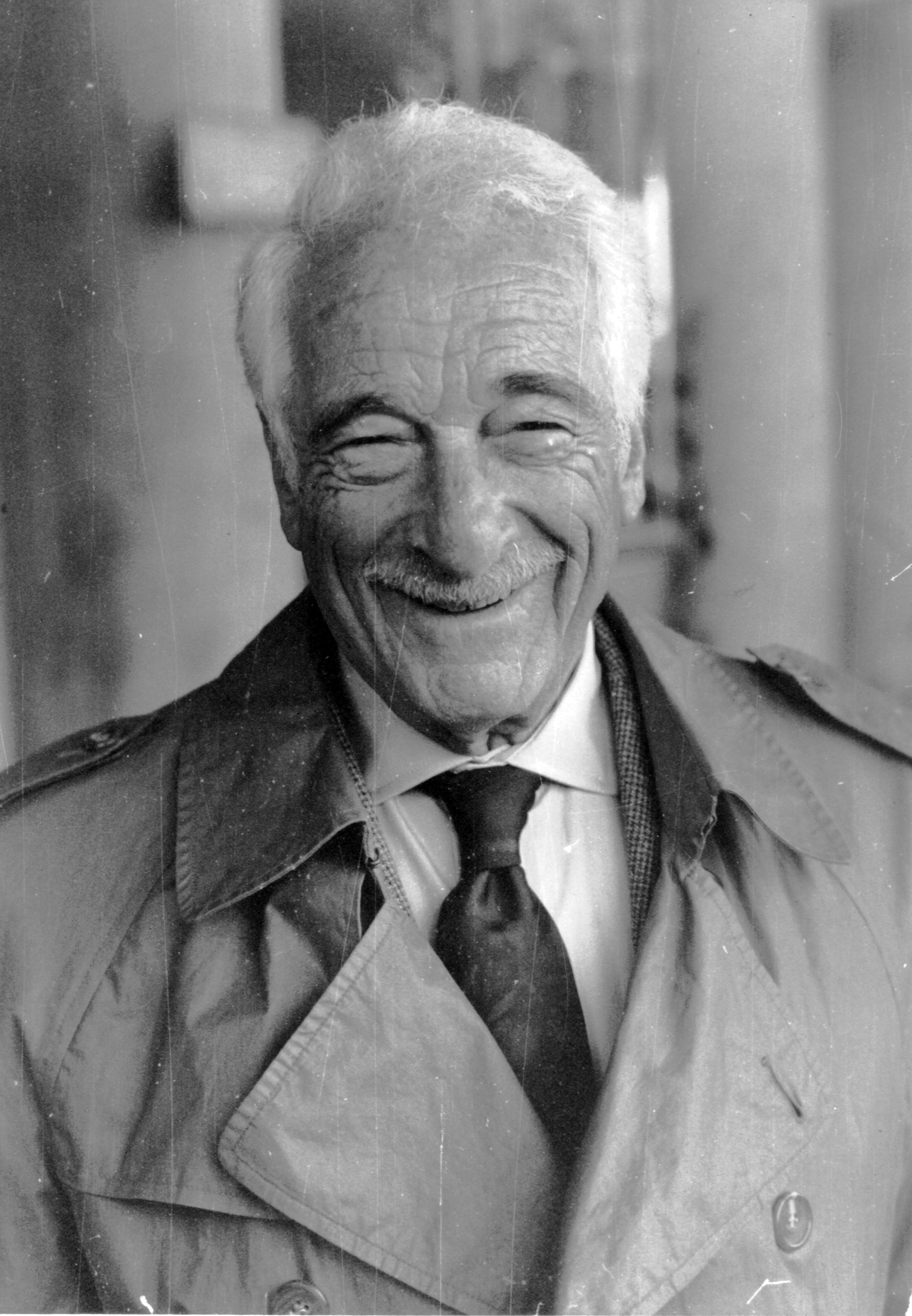
Victor Borge (1909–2000)

- Borgeaud, Georges (1914–1998), Schweizer Schriftsteller
- Borgeaud, Marius (1861–1924), Schweizer Maler
- Borgeaud, Nelly (1931–2004), Schweizer Filmschauspielerin
- Borgeaud, Nicolas (* 1993), australischer Volleyballspieler
- Borgeaud, Willy (1913–1989), schweizerisch-kanadischer Sprach- und Religionswissenschaftler
- Borgel, Christophe (* 1963), französischer Politiker, Mitglied der Nationalversammlung
- Börgel, Laurenz (1908–1992), deutscher Unternehmer, Kommunalpolitiker und Landrat (CDU)
- Börgeling, Lars (* 1979), deutscher Stabhochspringer
- Borgella, Roselord (* 1993), haitianische Fußballspielerin
- Borgelt, Christiane (* 1944), deutsche Architektin, Stadtplanerin und Autorin
- Borgelt, Hans (1914–2000), deutscher Journalist und Autor
- Borgelt, Marion (* 1954), australische Malerin und Installationskünstlerin
- Borgelt, Paul (1887–1971), deutscher Schauspieler
- Borgelt, Peter (1927–1994), deutscher Film- und Theaterschauspieler
- Börgemann, Karl (1851–1938), deutscher Architekt
- Borgen, Brian K., US-amerikanischer Offizier, Generalmajor der US Air Force
- Borgen, Fredrik (1852–1907), norwegischer Landschaftsmaler
- Borgen, Hans (1908–1983), norwegischer Landwirt und Politiker
- Borgén, Jan-Olof (* 1937), schwedischer Generalmajor
- Borgen, Johan (1902–1979), norwegischer Schriftsteller, Journalist und Literaturkritiker
- Börgen, Karl Nikolai Jensen (1843–1909), deutscher Astronom
- Borgen, Kjell (1939–1996), norwegischer Politiker
- Borgen, Marianne (* 1951), norwegische Politikerin (SV) und Bürgermeisterin von Oslo
- Borgen, Nick (* 1952), norwegischer Dansband-Sänger
- Borgen, Will (* 1996), US-amerikanischer Eishockeyspieler
- Borgener, Johannes († 1813), deutscher Räuber
- Borgenström, Outi (* 1956), finnische Orientierungsläuferin
- Borgentrick, Cord, Bürger Hannovers, der einen Überfall auf die Stadt verhinderte
- Borgentrik, Cord, Bildschnitzer und Maler
- Borgeot, Rémi (* 1989), französischer Biathlet
- Borgeous, US-amerikanischer DJ
- Börger, Carl (1846–1917), deutscher Orgelbauer
- Börger, Christian (1883–1955), deutscher Orgelbauer
- Börger, Egon (* 1946), deutscher Logiker und Informatiker
- Börger, Erich (1899–1975), deutscher Politiker (NSDAP), MdR
- Borger, Gustav (1899–1989), deutscher Pathologe, Hochschullehrer und nationalsozialistischer Hochschulfunktionär
- Borger, Hugo (1925–2004), deutscher Mittelalterarchäologe und Hochschullehrer
- Borger, Karla (* 1988), deutsche Volleyball- und BeachvolleyballspielerinKarla Borger (* 1988)

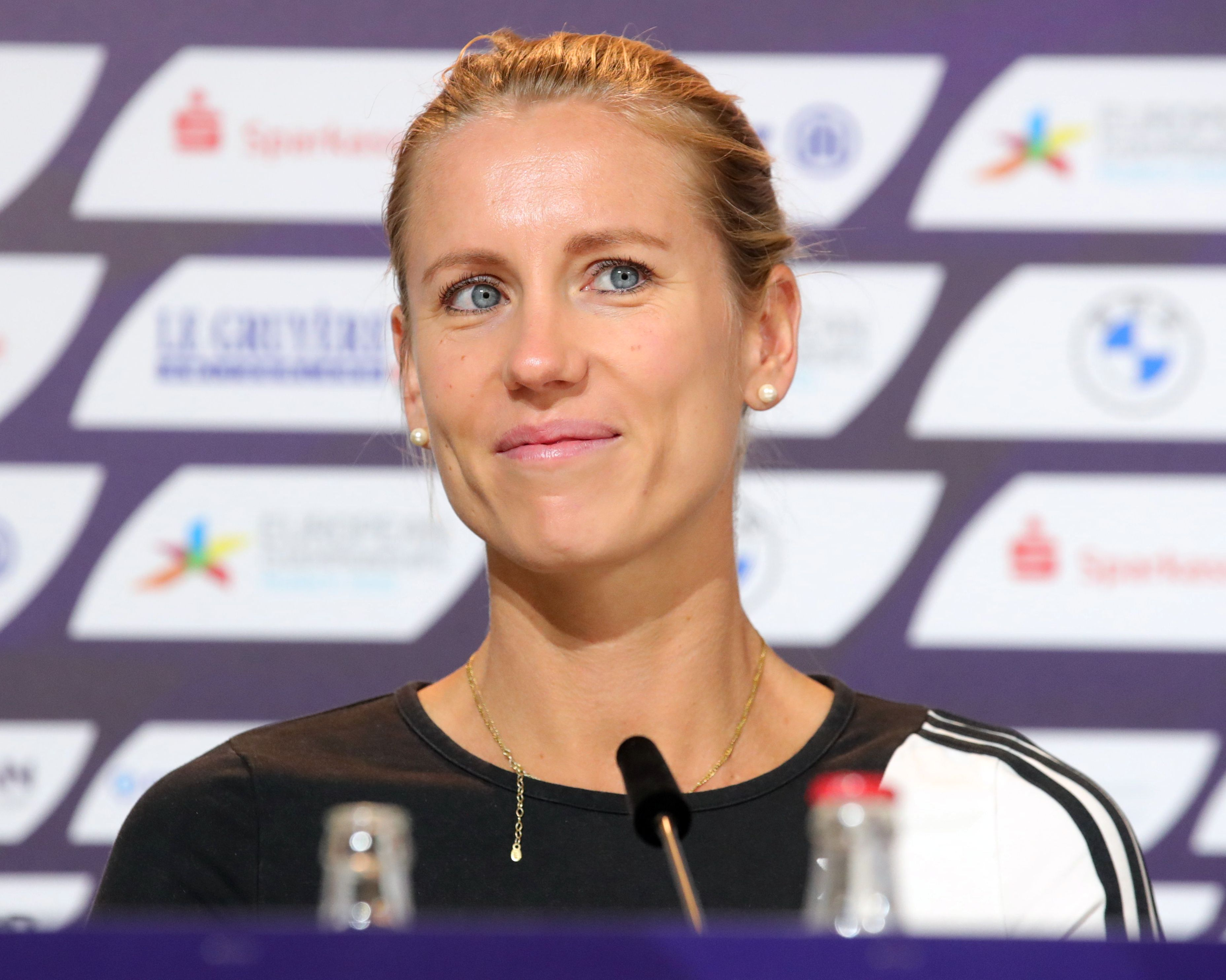
Karla Borger (* 1988)

- Borger, Klaus (* 1958), deutscher Forstmann und Politiker (Bündnis 90/Die Grünen), Staatssekretär
- Borger, Ludwig (1831–1877), deutscher Unternehmer und Politiker
- Borger, Martina (* 1956), deutsche Schriftstellerin
- Börger, Natascha (* 1981), deutsche Schönheitskönigin, Miss Deutschland 2002
- Borger, Nicolai (* 1974), deutscher Autor, Regisseur und Schauspieler
- Borger, Otto (1904–1994), österreichischer Fabrikant und Heimatdichter
- Borger, Patrik (* 1979), deutscher Fußballtorhüter
- Börger, Reinhard (1913–1972), deutscher Politiker (SPD), MdL
- Börger, Roland, Beamter, Geowissenschaftler und Präsident des Bundesamtes für Infrastruktur, Umweltschutz und Dienstleistungen der Bundeswehr
- Börger, Roland (* 1955), chilenisch-deutscher Organist, Kirchenmusiker und Hochschullehrer
- Borger, Rudolph Gottfried Ferdinand (1800–1864), deutscher Kaufmann und Abgeordneter der Bürgerschaft
- Borger, Rykle (1929–2010), deutscher Assyriologe und Hochschullehrer
- Borger, Sebastian (* 1964), deutscher Journalist in London
- Börger, Wilhelm (1896–1962), deutscher Politiker (NSDAP), MdR
- Börgerding, Bettina (* 1967), deutsche Drehbuchautorin
- Börgerding, Michael (1960–2025), deutscher Theaterdramaturg und Hochschullehrer
- Borgers, Nathalie (* 1964), Filmregisseurin und Drehbuchautorin
- Börgers, Peter, deutscher Poolbillardspieler
- Borgers, Sander (1917–1985), niederländischer Angehöriger der Waffen-SS und Kriegsverbrecher
- Borgersen, Odd Bohlin (* 1980), norwegischer Eisschnellläufer
- Borgersen, Reidar Bohlin (* 1980), norwegischer Eisschnellläufer und Straßenradrennfahrer
- Borgert, Stephanie (* 1969), deutsche Ingenieur-Informatikerin, Management- und Organisationsberaterin, Fachbuchautorin und Vortragsrednerin
- Borgerth, Oscar (1906–1992), brasilianischer Violinist
- Borges Mesquita, Idalina (* 1976), brasilianische Handballspielerin
- Borges Sanches, Yvandro (* 2004), luxemburgischer Fußballspieler
- Borges, Alexis (* 1991), portugiesischer Handballspieler
- Borges, Ana (* 1990), portugiesische FußballspielerinAna Borges (* 1990)

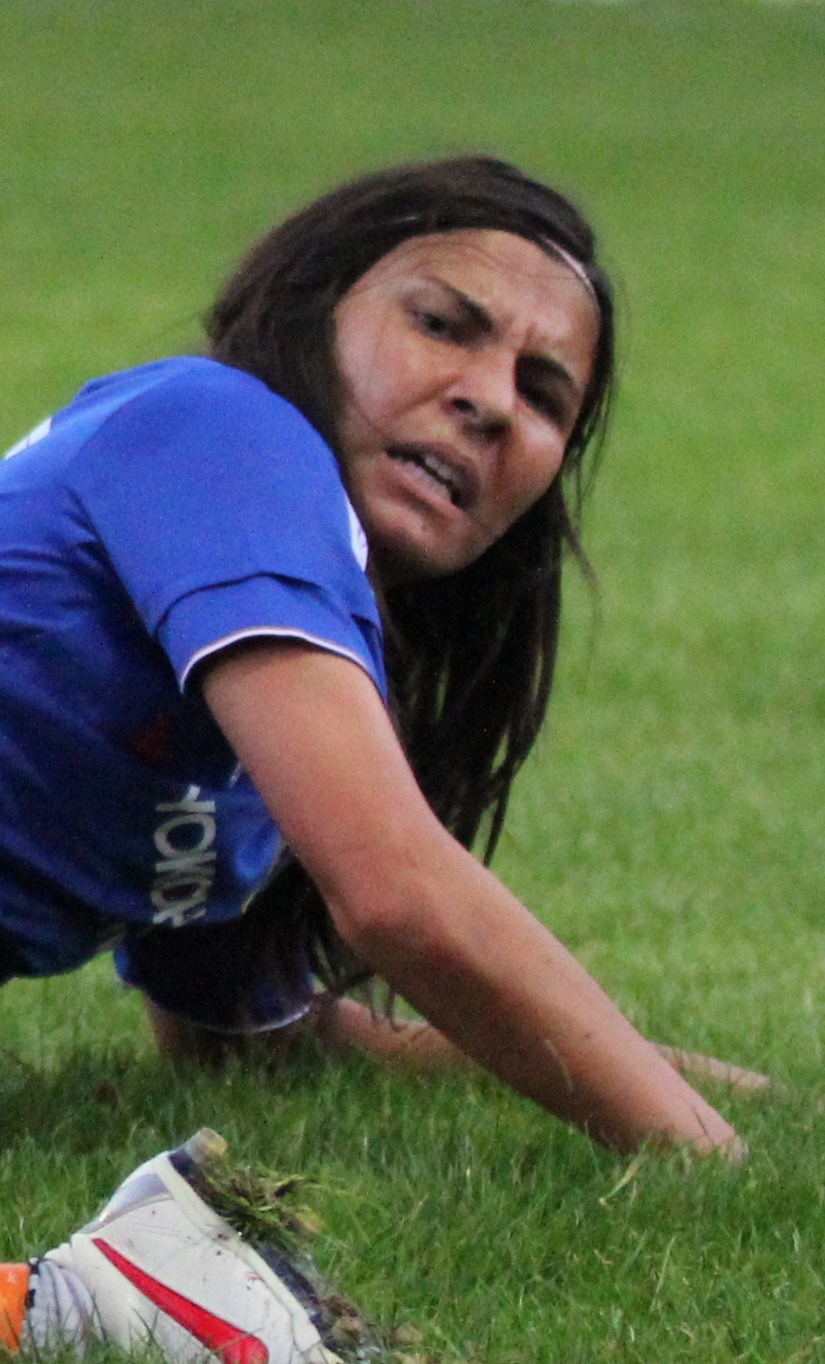
Ana Borges (* 1990)

- Borges, Ary (* 1999), brasilianische Fußballspielerin
- Borges, Carlos (1932–2014), uruguayischer Fußballspieler
- Borges, Celso (* 1988), costa-ricanischer Fußballspieler
- Borges, Cristóvão (* 1959), brasilianischer Fußballspieler und -trainer
- Borges, Desmin (* 1984), US-amerikanischer Film- und Theaterschauspieler
- Borges, Emerson Ramos (* 1980), brasilianischer Fußballspieler
- Borges, Felipe (* 1985), brasilianischer Handballspieler
- Borges, Fernanda (* 1969), osttimoresische Politikerin, Parteichefin in Osttimor
- Borges, Friedrich (1909–1975), deutscher Politiker (SPD), MdA
- Borges, Georg (* 1964), deutscher Rechtswissenschaftler, Hochschullehrer
- Borges, Graciela (* 1941), argentinische Filmschauspielerin
- Borges, Gustavo (* 1972), brasilianischer Schwimmer
- Borges, Gustavo (* 1995), brasilianischer Comiczeichner
- Borges, Heitor Augusto (1884–1948), brasilianischer Generalmajor
- Borges, Henry (* 1983), uruguayischer Judoka, Teilnehmer an Paralympischen Spielen
- Borges, James (* 1988), luxemburgischer Popsänger
- Borges, Johannes (1936–2020), deutscher Maler und Grafiker
- Borges, Jorge Luis (1899–1986), argentinischer SchriftstellerJorge Luis Borges (1899–1986)

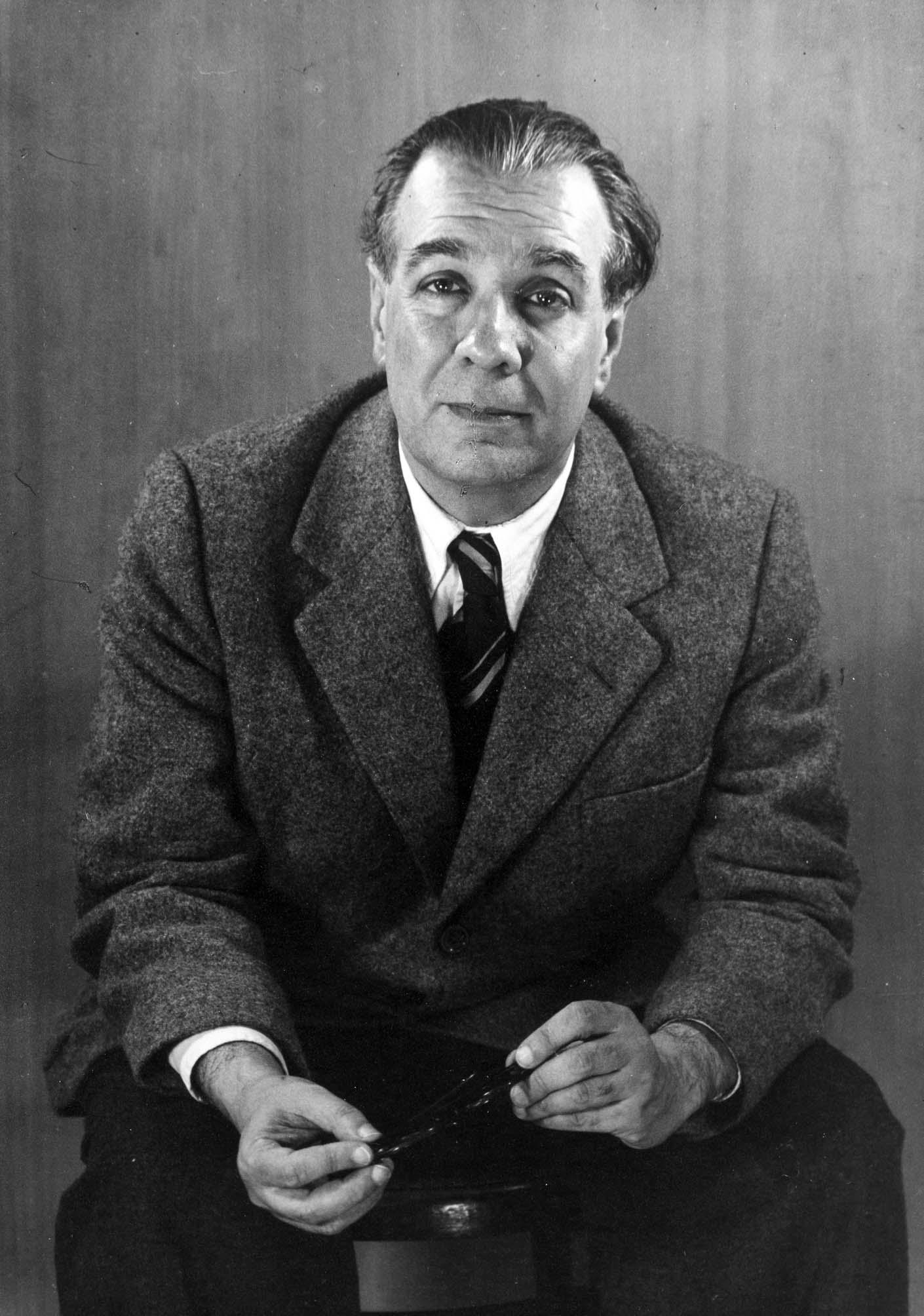
Jorge Luis Borges (1899–1986)

- Borges, Juan (* 1966), kubanischer Schachspieler
- Borges, Julio (* 1969), venezolanischer Politiker
- Borges, Kady (* 1996), brasilianischer Fußballspieler
- Borges, Lázaro (* 1986), kubanischer Stabhochspringer
- Borges, Lenny (* 2001), deutscher Fußballspieler
- Borges, Léo (* 2001), brasilianischer Fußballspieler
- Borges, Lino (1932–2003), kubanischer Bolerosänger
- Borges, Luis, brasilianischer Squashspieler
- Borges, Manfred (1928–2022), deutscher Schauspieler
- Borges, Marcio (* 1973), brasilianischer Fußballspieler
- Borges, Maria (* 1992), angolanisches Model
- Borges, Maximiliano (* 1984), uruguayischer Fußballspieler
- Borges, Micael (* 1988), brasilianischer Schauspieler und Sänger
- Borges, Michel (* 1991), brasilianischer Boxer
- Borges, Miguel (* 1966), portugiesischer Film- und Theaterschauspieler
- Borges, Neto (* 1996), brasilianischer Fußballspieler
- Borges, Neuza (* 1941), brasilianische Schauspielerin
- Borges, Norah (1901–1998), argentinische Künstlerin und Kunstkritikerin
- Borges, Nuno (* 1997), portugiesischer Tennisspieler
- Borges, Raúl (1882–1967), venezolanischer Komponist, Gitarrist und Musikpädagoge
- Borges, Rui Manuel (* 1981), portugiesischer Fußballtrainer
- Borges, Sérgio (1944–2011), portugiesischer Musiker
- Borges, Sérgio de Deus (* 1966), brasilianischer Geistlicher und römisch-katholischer Bischof von Foz do Iguaçu
- Borges, Sofia (* 1970), osttimoresische Politikerin, Programmkoordinatorin von UNIFEM Osttimor
- Borges, Suzana (* 1956), portugiesische Schauspielerin
- Borges, Ulises, uruguayischer Fußballspieler
- Borges, Wolfgang (1938–2014), deutscher Filmregisseur, Filmproduzent, Kameramann, Sachbuch- und Drehbuchautor, Museumsleiter und Autor sowie Unternehmer
- Borges, Yamil (* 1958), puerto-ricanische Musicaldarstellerin, Tänzerin, Jazzsängerin und Schauspielerin
- Borgese, Giuseppe Antonio (1882–1952), italienischer Kritiker und Schriftsteller
- Borgese, Leonardo (1904–1986), italienischer Maler
- Borgese, Salvatore (* 1937), italienischer Schauspieler und StuntmanSalvatore Borgese (* 1937)

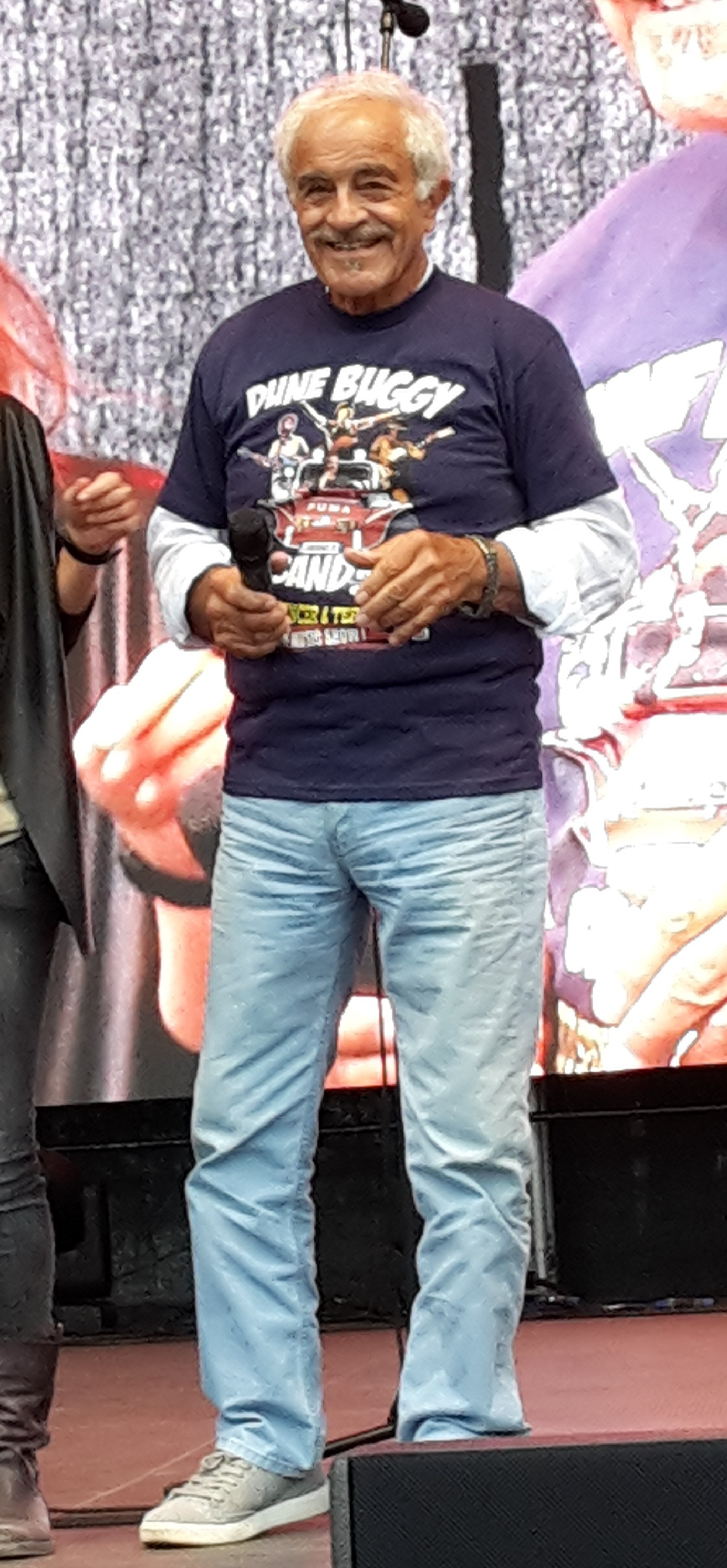
Salvatore Borgese (* 1937)

- Borgess, Caspar Henry (1826–1890), deutschstämmiger katholischer Bischof in USA
- Borgetti, Jared (* 1973), mexikanischer FußballspielerJared Borgetti (* 1973)

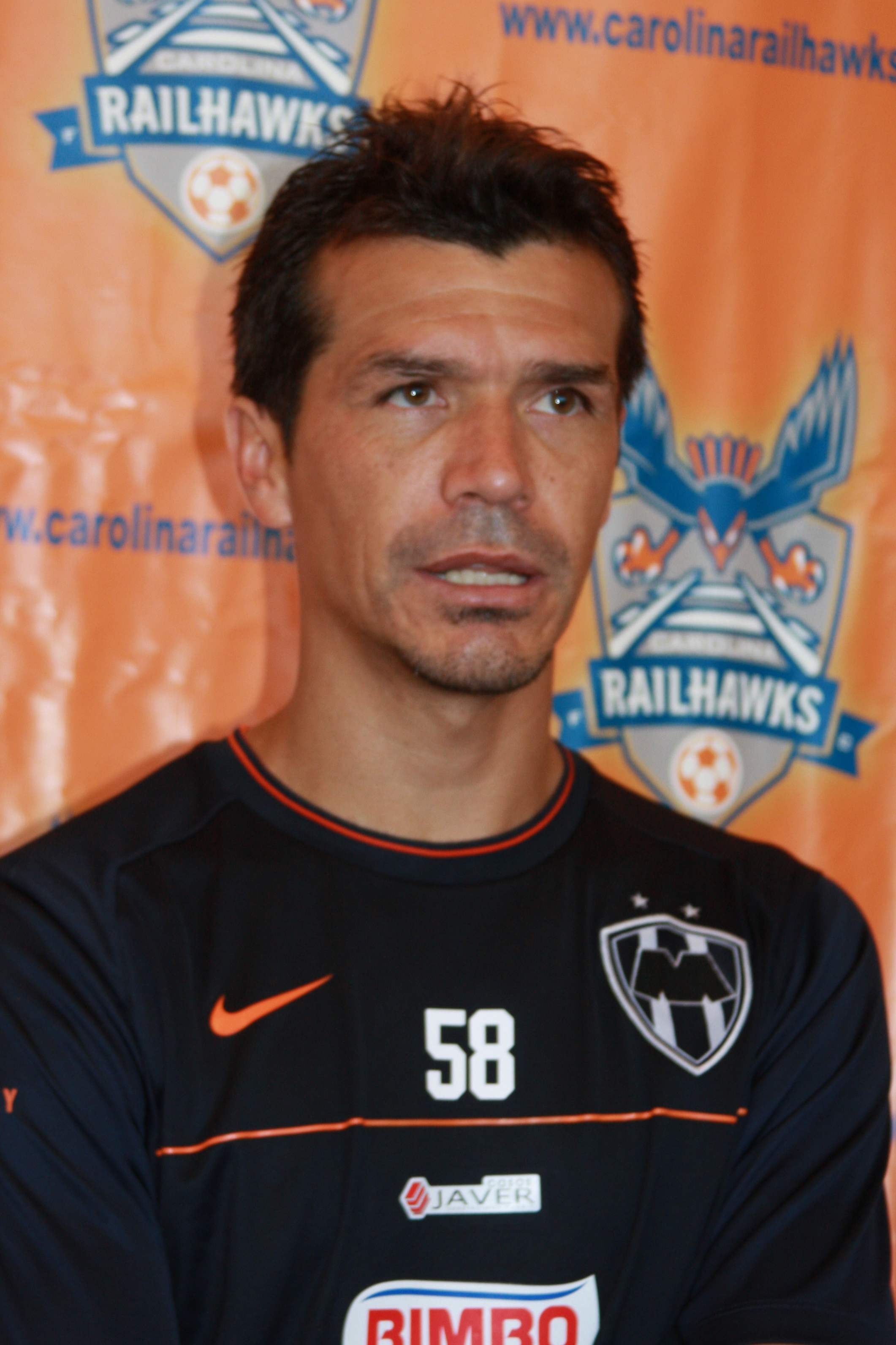
Jared Borgetti (* 1973)

### Borgf
- Borgfeldt, Georg (1833–1903), deutsch-amerikanischer Kaufmann und Firmengründer
- Borgfeldt, Muhammad Siddiq (* 1944), deutscher Islamwissenschaftler und Vorsitzender des Vereins Haus des Islam (HDI)

### Borgg
- Borggräfe, Henning (* 1981), deutscher Historiker
- Borggräfe, Rafaela (* 2000), deutsche Fußballtorhüterin
- Borggrefe, Holger (* 1966), deutscher Filmregisseur und Fotograf
- Borggreve, Bernard (1836–1914), deutscher Forstwissenschaftler
- Borggreven, August (* 1899), niederländischer Nationalsozialist

### Borgh
- Borgh, Holger (1921–2000), schwedischer Militärpatrouillenläufer
- Borgh, Leonhard von der († 1641), deutscher Jurist und Syndicus der Hansestadt Lübeck
- Borgh, Martin van der (1934–2018), niederländischer Radrennfahrer
- Borghard, Ralph (* 1944), deutscher Eiskunstläufer
- Borghese, Alessandra (* 1963), italienische Autorin und Managerin
- Borghese, Camillo Filippo Ludovico (1775–1832), italienischer Adliger, Fürst zu Sulmona und Rossano
- Borghese, Francesco (1556–1620), General der Päpstlichen Armee von Paul V.
- Borghese, Francesco Scipione Maria (1697–1759), römisch-katholischer Bischof und Kardinal
- Borghese, Giovanni Battista († 1609), Gouverneur von Borgo und Kastellan der Engelsburg
- Borghese, Ippolito († 1627), italienischer Maler zwischen Spätmanierismus und Barock
- Borghese, Junio Valerio (1906–1974), italienischer Marineoffizier und PolitikerJunio Valerio Borghese (1906–1974)

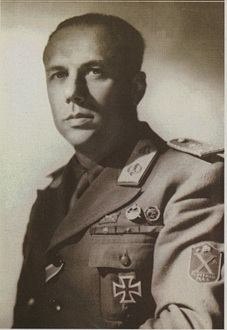
Junio Valerio Borghese (1906–1974)

- Borghese, Pietro Maria (1599–1642), italienischer Kardinal
- Borghese, Scipione (1734–1782), Kardinal der Römischen Kirche
- Borghesi, Anton Giulio, italienischer Kameramann und Filmregisseur
- Borghesi, Bartolomeo (1781–1860), italienischer Epigraphiker
- Borghesi, Diomede (1540–1598), italienischer Dichter und Romanist
- Borghesi, Giada (* 2002), italienische Radrennfahrerin
- Borghesi, Letizia (* 1998), italienische Radrennfahrerin
- Borghesio, Carlo (1905–1983), italienischer Drehbuchautor und Filmregisseur
- Borghetti, Guglielmo (* 1954), italienischer Geistlicher und römisch-katholischer Bischof von Albenga-Imperia
- Borghetti, Luigi (* 1943), italienischer Bahnradsportler
- Borghetti, Renato (* 1963), brasilianischer Akkordeonist und Komponist
- Borghezio, Mario (* 1947), italienischer Politiker (Lega Nord), MdEP
- Borghi, Alessandro (* 1986), italienischer FilmschauspielerAlessandro Borghi (* 1986)

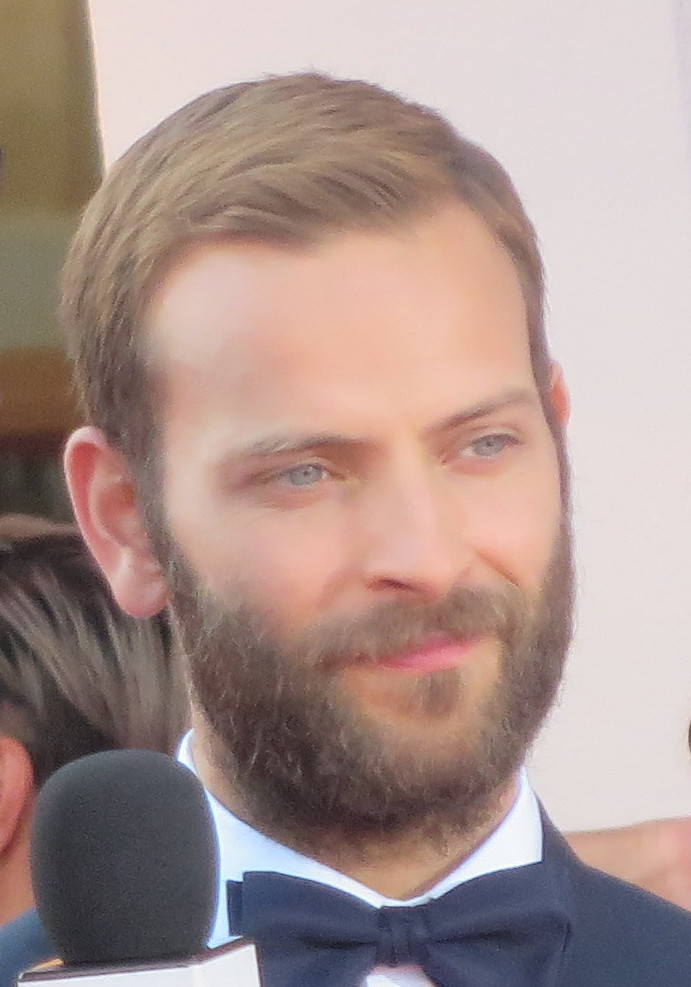
Alessandro Borghi (* 1986)

- Borghi, Catherine (* 1976), Schweizer Skirennfahrerin
- Borghi, Claudio (* 1964), argentinischer Fußballspieler
- Borghi, Claudio (* 1970), italienischer Politiker, Ökonom, Hochschullehrer, Politberater
- Borghi, Cristiana (* 1960), italienische Schauspielerin
- Borghi, Giovanni Battista (1738–1796), italienischer Komponist der Klassik
- Borghi, Giuseppe (1803–1851), italienischer Ordensgeistlicher, römisch-katholischer Bischof von Cortona
- Borghi, Luigi, italienischer Geiger und Komponist der Vorklassik
- Borghi, Nino (1918–1994), österreichisch-italienischer Filmarchitekt
- Borghi, Victor (1912–1986), Schweizer Skilangläufer
- Borghini, Antonio (* 1977), italienischer Jazzbassist
- Borghini, Vincenzo (1515–1580), italienischer Humanist, Schriftsteller, und Akademiker und Kleriker
- Borghoff, Uwe M. (* 1959), deutscher Informatiker und Hochschullehrer
- Borghorst, Hermann (* 1947), deutscher Politiker (SPD), MdA
- Borghouts, Johannes (1910–1966), niederländischer Offizier und Politiker (KVP)
- Borght, Richard van der (1861–1926), deutscher Verwaltungsjurist und Hochschullehrer

### Borgi
- Borgi, Giovanni (1732–1798), italienischer Handwerker und Wohltäter
- Borgia, Alessandro (1783–1872), Profess-Großkreuz-Bailli des Souveränen Malteserordens, Ordensoberhaupt als Statthalter des Großmeisters
- Borgia, Cesare (1475–1507), italienischer Renaissanceherrscher
- Borgia, Giovanni (* 1498), italienischer Adeliger
- Borgia, Jofré, Sohn von Papst Alexander VI.
- Borgia, Juan, 2. Herzog von Gandía († 1497), spanisch-italienischer Renaissancefürst und der Lieblingssohn Papst Alexanders VI.
- Borgia, Lucrezia (1480–1519), italienisch-spanische RenaissancefürstinLucrezia Borgia (1480–1519)

Lucrezia Borgia (1480–1519)

- Borgia, Paolo (* 1966), italienischer Geistlicher, römisch-katholischer Erzbischof und Diplomat des Heiligen Stuhls
- Borgia, Stefano (1731–1804), Kardinal der Römischen Kirche
- Borgianni, Orazio († 1616), italienischer Maler zwischen Manierismus und Barock
- Borgioli, Dino (1891–1960), italienischer Opernsänger
- Borgis, Michael (1945–2004), deutscher Politiker (CDU), MdA
- Borgius, Walther (1870–1932), deutscher Autor und Anarchist

### Borgl
- Borgli, Kristoffer (* 1985), norwegischer Filmregisseur und Drehbuchautor
- Borglum, Solon (1868–1922), US-amerikanischer Bildhauer
- Borglund, Bengt (1922–1998), schwedischer Diplomat, Botschafter in der Elfenbeinküste

### Borgm
- Borgman, Andreas (* 1995), schwedischer Eishockeyspieler
- Borgman, Björn (* 2002), niederländischer Eishockeyspieler
- Borgman, Iwan Iwanowitsch (1849–1914), russischer Physiker und Hochschullehrer
- Borgman, Jim (* 1954), US-amerikanischer Comiczeichner und Karikaturist
- Borgmann, Albert (1937–2023), amerikanischer Philosoph
- Borgmann, Annemarie (* 1942), deutsche Politikerin (Die Grünen), MdB
- Borgmann, Axel (* 1994), deutscher Fußballspieler
- Borgmann, Bernhard (1899–1978), US-amerikanischer Basketballspieler und Baseballspieler
- Borgmann, Björn (* 1966), deutscher Künstler
- Borgmann, Emil (* 1874), deutscher Opernsänger (Tenor)
- Borgmann, Grete (1911–2001), deutsche Frauenrechtlerin
- Borgmann, Gustav (1838–1908), deutscher Kommunalpolitiker, Bürgermeister von Köpenick und Templin
- Borgmann, Hans-Otto (1901–1977), deutscher Filmkomponist
- Borgmann, Heinrich (1912–1945), deutscher Offizier, zuletzt Oberst im Generalstab, Adjutant von Adolf HitlerHeinrich Borgmann (1912–1945)

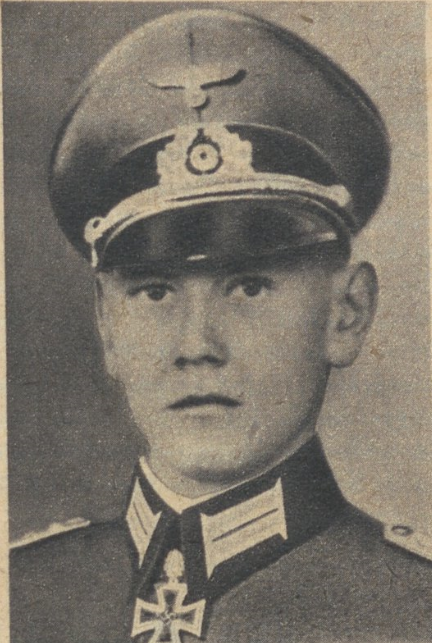
Heinrich Borgmann (1912–1945)

- Borgmann, Heinz-Dieter (* 1940), deutscher Fußballspieler
- Borgmann, Hendrik (* 1978), deutscher Schauspieler
- Borgmann, Hermann (1855–1911), deutscher Politiker (SPD)
- Borgmann, Ingo (* 1965), deutscher Wasserballspieler
- Borgmann, Jannik (* 1997), deutscher Fußballspieler
- Borgmann, Monika (* 1963), deutsch-libanesische Filmemacherin
- Borgmann, Nicola (* 1967), Architektin und Kuratorin
- Borgmann, Paul (1851–1893), deutscher Maler
- Borgmann, Richard (1909–1966), deutscher Politiker (CDU)
- Borgmann, Robert (* 1980), deutscher Regisseur
- Borgmann, Sandra (* 1974), deutsche SchauspielerinSandra Borgmann (* 1974)

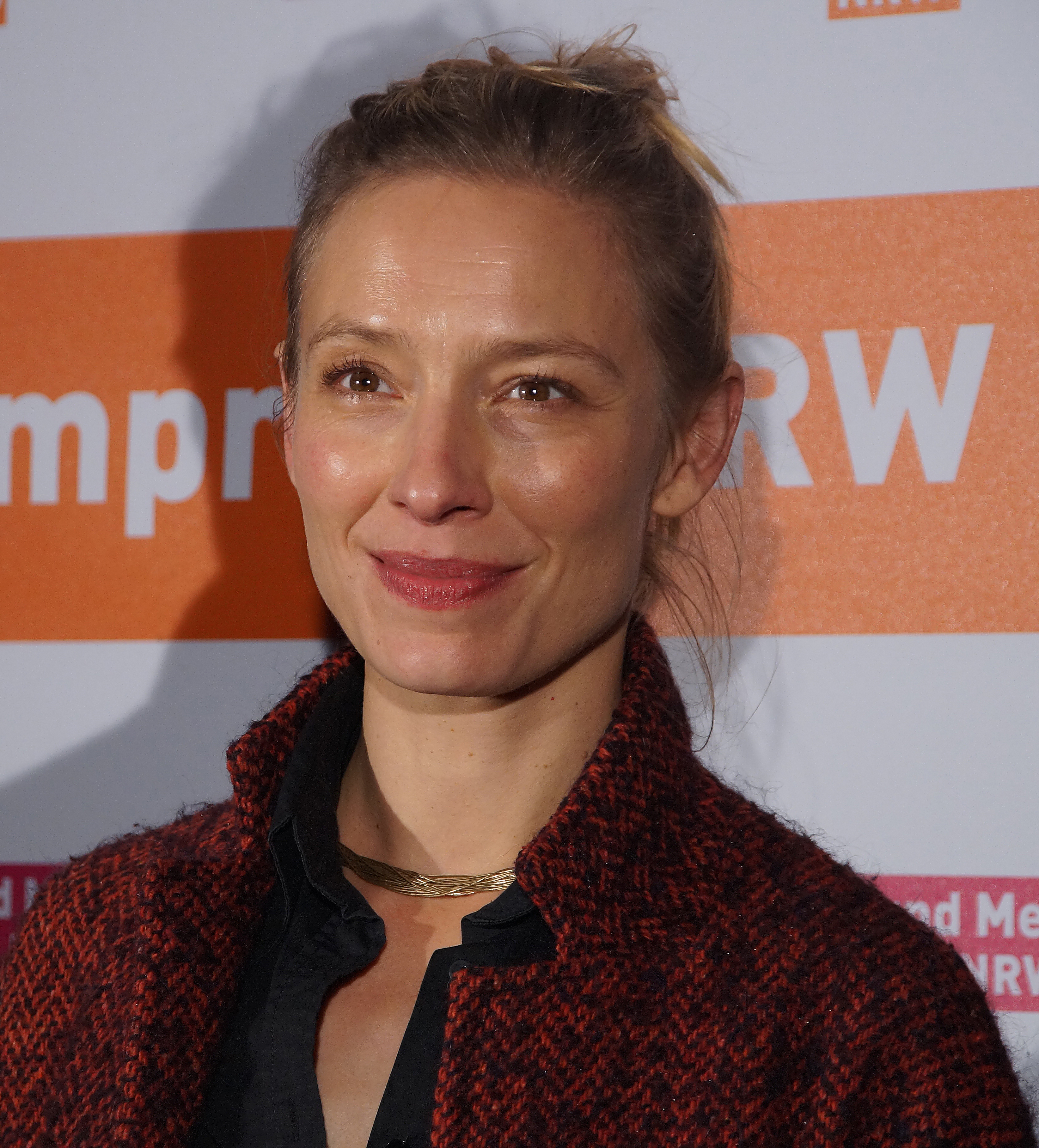
Sandra Borgmann (* 1974)

- Borgmann, Thomas (* 1955), deutscher Jazzsaxophonist und Improvisationsmusiker
- Borgmann, Wilhelm (1869–1931), deutscher Forstwissenschaftler
- Borgmann, Wilhelm (1893–1947), deutscher Landwirt und Politiker (DHP, Zentrum, CDU), MdL
- Borgmeier, Anton (1920–2006), deutscher Wirtschaftswissenschaftler
- Borgmeier, Raimund (1940–2024), deutscher Anglist
- Borgmeier, Rainer (* 1966), deutscher Fußballspieler

### Borgn
- Borgna, Ildephons (1817–1894), italienischer Bischof in Indien, Karmelit
- Borgnaes, Christian (* 1996), österreichisch-dänischer Skirennläufer
- Borgner, Gustav (1879–1959), deutscher Genossenschafter und Geschäftsführer der Großeinkaufs-Gesellschaft Deutscher Consumvereine
- Borgner, Otto (1892–1953), deutscher Politiker (SPD), MdHB und Senator in Hamburg
- Borgniet, Andreas (1811–1862), römisch-katholischer Bischof, Chinamissionar, Jesuit
- Borgnine, Ernest (1917–2012), US-amerikanischer SchauspielerErnest Borgnine (1917–2012)

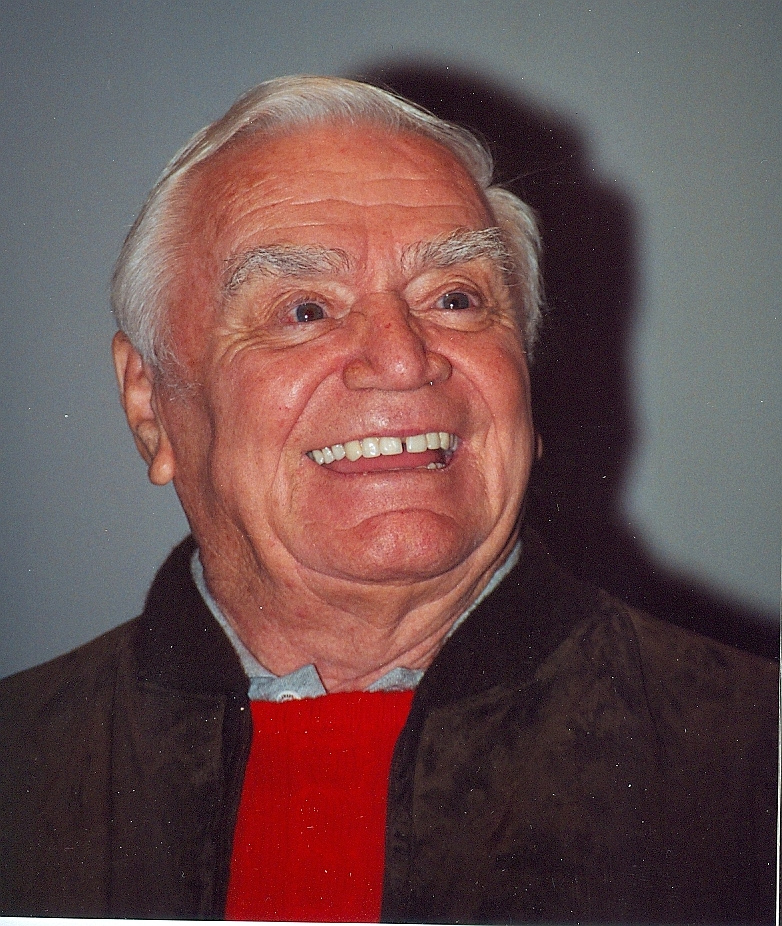
Ernest Borgnine (1917–2012)

- Borgnis, Alexander August (1827–1914), Hamburger Bankier und Abgeordneter
- Borgnis, Fritz (1906–1982), deutsch-schweizerischer Elektroingenieur, Physiker und Hochschullehrer
- Borgnis, Matthias Franz (1798–1867), deutscher Bankier, Juwelier und Tabakfabrikant
- Borgnis-Desbordes, Gustave (1839–1900), französischer General

### Borgo
- Borgognoni, Adolfo (1840–1893), italienischer Erzbischof und Kardinal
- Borgognoni, Luciano (1951–2014), italienischer Radrennfahrer und Weltmeister
- Borgognoni, Teodorico (1205–1298), Dominikaner, Bischof von Cervia und Arzt
- Borgognoni, Ugo, Arzt
- Borgohain, Amlan (* 1998), indischer Sprinter
- Borgolte, Michael (* 1948), deutscher HistorikerMichael Borgolte (* 1948)

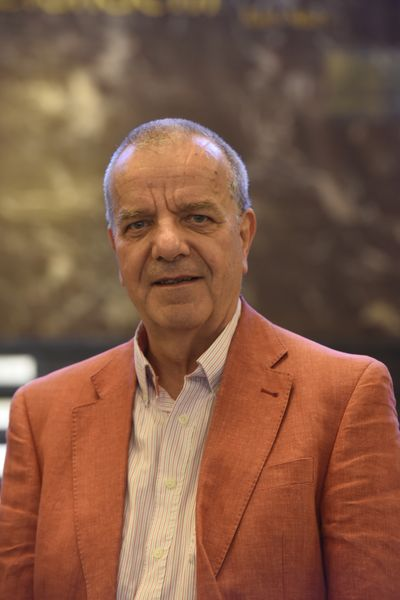
Michael Borgolte (* 1948)

- Borgolte, Norbert (1929–2012), deutscher Jurist und ehemaliger Vorsitzender des 12. Senats des Bundessozialgerichts
- Borgomeo, Pasquale (1933–2009), italienischer Ordensgeistlicher und Journalist, Direktor von Radio Vatikan
- Borgongini Duca, Francesco (1884–1954), italienischer Geistlicher, Kardinal der römisch-katholischen Kirche
- Borgoni, Mario (1869–1936), italienischer Maler, Illustrator und Gebrauchsgrafiker
- Borgoño, Justiniano (1836–1921), peruanischer Politiker; Präsident von Peru (1894)
- Borgonovo, Francisco (* 1902), argentinischer Ruderer
- Borgonovo, Stefano (1964–2013), italienischer Fußballspieler und -trainer
- Borgore (* 1987), israelischer DJ und Musikproduzent

### Borgq
- Borgqvist, Michael (* 1967), schwedischer Fußballspieler und -trainer

### Borgs
- Borgs-Maciejewski, Hermann (1938–2008), deutscher Jurist, Richter am Bundesverwaltungsgericht
- Borgstede, August Heinrich von (1757–1824), preußischer Oberfinanzrat
- Borgstede, Else von (1866–1936), deutsche Schriftstellerin
- Borgstede, Emmy von (1864–1934), deutsche Schriftstellerin
- Borgstede, Michael (* 1976), deutscher Cembalist und Journalist
- Borgstedt, Angela (* 1964), deutsche Historikerin
- Borgstedt, Thomas (* 1958), deutscher Literaturwissenschaftler
- Borgström, Henrik (* 1997), finnischer Eishockeyspieler
- Borgström, Hilda (1871–1953), schwedische Schauspielerin
- Borgstrøm, Hjalmar (1864–1925), norwegischer Musikjournalist und Komponist
- Borgstrøm, Inge, dänische Badmintonspielerin

### Borgu
- Borgudd, Slim (1946–2023), schwedischer Formel-1-RennfahrerSlim Borgudd (1946–2023)

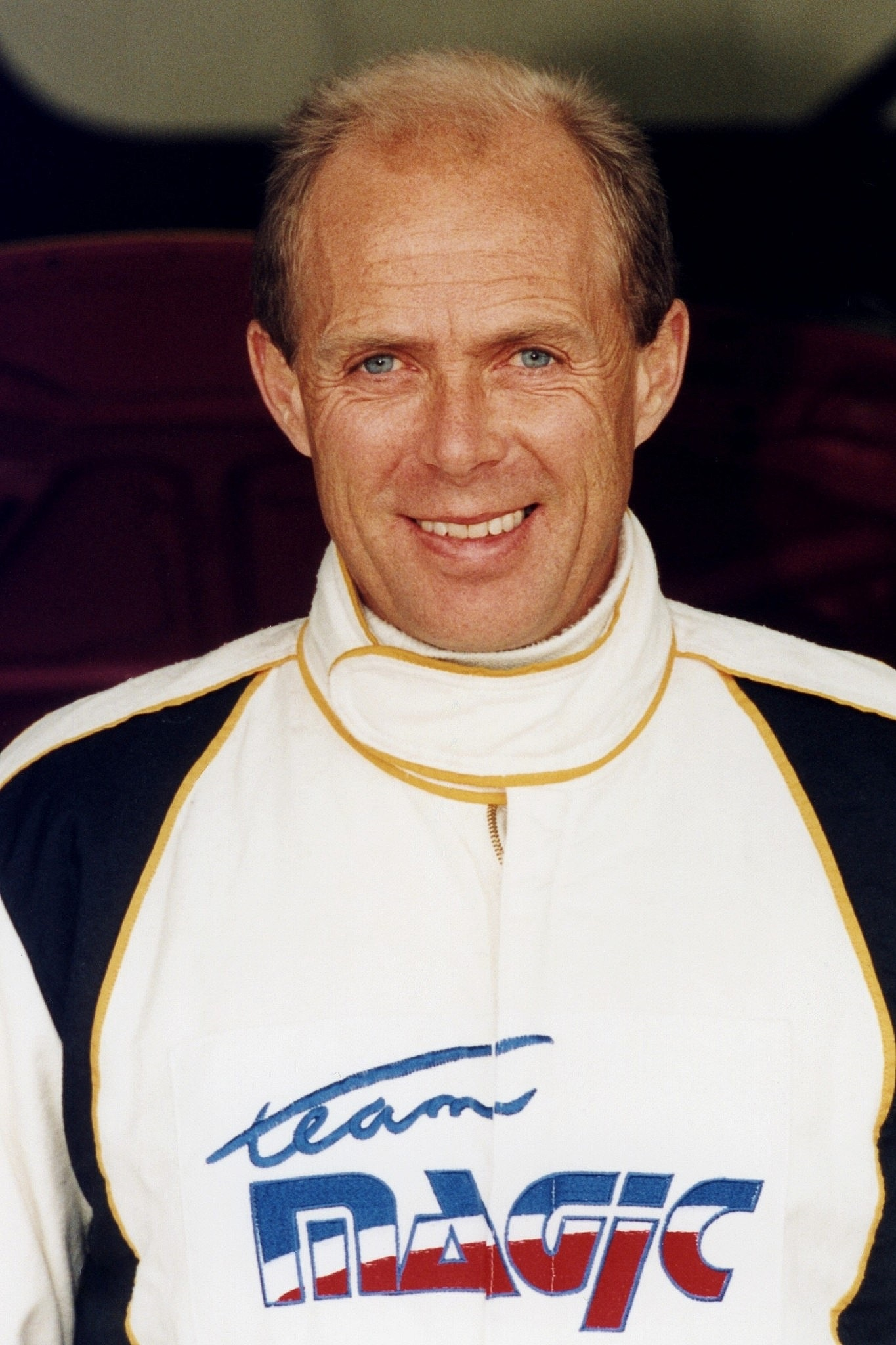
Slim Borgudd (1946–2023)

### Borgw
- Borgward, Carl F. W. (1890–1963), deutscher Ingenieur und Unternehmer
- Borgwardt, Daniel (* 1974), deutscher Schauspieler
- Borgwardt, Diana (* 1966), deutsche Synchronsprecherin
- Borgwardt, Heidrun (1934–2024), deutsche Zeichnerin und Malerin
- Borgwardt, Johannes (1885–1943), deutscher Architekt
- Borgwardt, Jürgen (1937–2007), deutscher Rechtsanwalt, Hauptgeschäftsführer der Union der leitenden Angestellten (ULA)
- Borgwardt, Karl Heinz (* 1949), deutscher Mathematiker
- Borgwardt, Ralph (1919–1998), deutscher Schauspieler
- Borgwardt, Siegfried (* 1957), deutscher Politiker (DDR-CDU, CDU), MdL